# سيلفي هينروتين لوكاس
سيلفي هينروتين لوكاس (بالفرنسية: Sylvie Lucas)‏ هي دبلوماسية لوكسمبورغية، ولدت في 30 يونيو 1965.